# Lana Alexejewna Prussakowa
Lana Alexejewna Prussakowa (russisch Лана Алексеевна Прусакова; * 10. Juni 2000 in Nowotscheboksarsk) ist eine russische Freestyle-Skierfahrerin. Sie startet in den Disziplinen Slopestyle und Big Air.

## Werdegang
Prussakowa hatte ihren ersten internationalen Erfolg bei den Olympischen Jugend-Winterspielen 2016 in Oslo. Dort gewann sie  Gold im Slopestyle. Ihr Debüt im Weltcup hatte sie im März 2016 in Silvaplana, das sie auf dem 16. Platz im Slopestyle beendete. Im folgenden Jahr belegte sie bei den Freestyle-Skiing-Weltmeisterschaften in Sierra Nevada den 15. Platz im Slopestyle und bei den Juniorenweltmeisterschaften in Chiesa in Valmalenco den achten Platz im Slopestyle. In der Saison 2017/18 erreichte sie mit drei Top-Zehn-Platzierungen, den zehnten Platz im Slopestyle-Weltcup. Beim Saisonhöhepunkt, den Olympischen Winterspielen 2018 in Pyeongchang, kam sie auf den 14. Platz im Slopestyle. Bei den Juniorenweltmeisterschaften im August 2018 in Cardrona gewann sie die Bronzemedaille im Big Air. In der Saison 2018/19 errang sie bei den Freestyle-Skiing-Weltmeisterschaften 2019 in Park City den 11. Platz im Big Air und gewann bei der Winter-Universiade 2019 in Krasnojarsk die Goldmedaille im Slopestyle.
Prussakowa wurde von 2015 bis 2018 und 2020 russische Meisterin im Slopestyle. Zudem siegte sie 2020 im Big Air.

## Erfolge

### Olympische Spiele
- Pyeongchang 2018: 14. Slopestyle

### Weltmeisterschaften
- Sierra Nevada 2017: 15. Slopestyle
- Park City 2019: 11. Big Air
- Aspen 2021: 2. Big Air

### Weltcupwertungen
| Saison  | Gesamt | Gesamt | Park & Pipe | Park & Pipe | Slopestyle | Slopestyle | Big Air | Big Air |
| Saison  | Platz  | Punkte | Platz       | Punkte      | Platz      | Punkte     | Platz   | Punkte  |
| ------- | ------ | ------ | ----------- | ----------- | ---------- | ---------- | ------- | ------- |
| 2015/16 | 144.   | 3      | -           | -           | 32.        | 15         | -       | -       |
| 2016/17 | 94.    | 12     | -           | -           | 20.        | 60         | -       | -       |
| 2017/18 | 61.    | 22,86  | -           | -           | 10.        | 160        | -       | -       |
| 2018/19 | 175.   | 1,6    | -           | -           | 36.        | 8          | -       | -       |
| 2019/20 | -      | -      | -           | -           | -          | -          | -       | -       |
| 2020/21 | -      | -      | 18.         | 66          | 42.        | 16         | 11.     | 24      |

### Weitere Erfolge
- Olympische Jugend-Winterspiele 2016: 1. Slopestyle, 6. Halfpipe
- Juniorenweltmeisterschaften 2017: 8. Slopestyle
- Juniorenweltmeisterschaften 2018: 3. Big Air, 6. Slopestyle
- Winter-Universiade 2019: 1. Slopestyle
- russischer Meistertitel: Slopestyle (2015–2018, 2020), Big Air (2020)